# Uliocnemis concisiplaga
Uliocnemis concisiplaga là một loài bướm đêm trong họ Geometridae.